# Фомичёво (Забайкальский край)
Фомичёво — село в Красночикойском районе Забайкальского края России. Входит в состав сельского поселения «Захаровское».

## География
Село находится в северной части района, в пределах правобережной части долины реки Чикой, на берегах реки Фомичёвка, на расстоянии примерно 36 км (по прямой) к северо-востоку от села Красный Чикой, административного центра района. Абсолютная высота — 806 м над уровнем моря.
Климат
Климат характеризуется как резко континентальный. Средняя температура самого тёплого месяца (июля) составляет 14 — 16 °С (абсолютный максимум — 36 °С). Средняя температура самого холодного месяца (января) — −22 — −26 °С (абсолютный минимум — −53 °С). Годовое количество осадков — 350—500 мм.
Часовой пояс
Село Фомичёво находится в часовой зоне МСК+6. Смещение применяемого времени относительно UTC составляет +9:00.

## История
Село основано в конце XVII века промышленником Фомичёвым.

## Население
| 1926 | 1989 | 2002 | 2010 | 2021 |
| ---- | ---- | ---- | ---- | ---- |
| 1037 | ↘473 | ↘411 | ↘337 | ↘294 |

Половой состав
По данным Всероссийской переписи населения 2010 года, в гендерной структуре населения мужчины составляли 46,3 %, женщины — соответственно 53,7 %.
Национальный состав
Согласно результатам переписи 2002 года, в национальной структуре населения русские составляли 100 % из 411 чел.

## Улицы
- ул. Береговая,
- ул. Сибирская
- ул. Советская,
- ул. Степная,
- ул. Центральная[10].

|}

## Инфраструктура
В селе функционируют начальная общеобразовательная школа, сельский клуб, библиотека и фельдшерско-акушерский пункт.